# 최유상
최유상(1989년 8월 25일 ~ )은 대한민국의 전 축구 선수이며 포지션은 공격수이다. 현재는 현역 은퇴, 유소년 지도자 준비 중이다.

## 축구인 경력

### 선수 경력
최유상은 부모님의 반대를 무릅쓰고 초등학교 3학년부터 축구 선수 생활을 시작하였다. U리그에서 관동대학교 공격수로 활약면서, 3학년 때 16경기 10득점을 올린 그는 2010 K리그 드래프트를 통해 대구 FC에 지명되었다. 하지만 단 한 경기도 출전하지 못한 채 팀을 나왔다.
이후 최유상은 내셔널리그 실업 축구팀 용인시청으로 팀을 옮겼다. 하지만 공격수에서 왼쪽 풀백으로 포지션을 변경한 것이 그에게 걸림돌이 되었고, 부상의 악재까지 겹쳐 6경기 출전에 그쳤다. 시즌 종료 후 용인시청에서 방출되었고 이후 축구생활을 잠시 접어두고 고향인 김해시로 내려가 금형을 제작하는 공장에서 근무하기 시작하였다.
이후 병역 문제를 해결하기 위해 청주시 세현지역아동센터에서 공익근무를 시작했다. 이 시기에 아마추어 리그인 K3리그 청주 직지 FC로부터 영입 제안을 받아 입단하게 되었다. 2013년에는 청주 FC의 준우승을 이끌었으며, 2014년에는 25경기 26골을 터뜨리는 기염을 토하며 챌린저스리그 득점왕을 차지했다.
2014년 12월 3일부터 5일까지 진행된 서울 이랜드 FC의 공개 입단테스트인 '디 오퍼 2015'에서 546명의 경쟁자를 뚫고 서울 이랜드의 스쿼드에 합류하면서 5년 만에 프로 무대로 복귀하게 되었다. 최유상은 K리그 챌린지 38라운드 충추 험멜 축구단과의 경기에서 선발 출전하여 전반 29분 팀의 3번째 골을 성공시키면서 프로 데뷔골을 넣었다.
2016시즌을 앞두고 충추 험멜 축구단로 임대이적하였다.
2016시즌 종료 후 현역에서 은퇴했다.